# Gerichtsbezirk Drachenburg
Der Gerichtsbezirk Drachenburg (slowenisch: sodni okraj Kozje) war ein dem Bezirksgericht Drachenburg unterstehender Gerichtsbezirk im österreichischen Bundesland Steiermark. Er umfasste Teile des politischen Bezirks Rann (Okraj Brežice) und wurde 1919 dem Staat Jugoslawien zugeschlagen.

## Geschichte
Der Gerichtsbezirk Drachenburg wurde durch eine 1849 beschlossene Kundmachung der Landes-Gerichts-Einführungs-Kommission geschaffen und umfasste ursprünglich die 31 Gemeinden Brenskagorca, Brezje, Buče, Dobležič, Drenskorebro, Golobinjek, Gorjane, Koprivnica, Kozje, Križi, Lastiniči, Loke, Lopatca, Merčnasela, Paridol, Pilstan, Planina, Planinca, Podsreda, Presicno, Sedlarjovo, Straskagorca, Suho, Sveti Peter pod Kunspergom, Sveti Vid, Verače, Verkikamen, Veternik, Virstein, Zagorje und Zdole. Der Gerichtsbezirk Drachenburg bildete im Zuge der Trennung der politischen von der judikativen Verwaltung ab 1868 gemeinsam mit den Gerichtsbezirken Lichtenwald und Rann den Bezirk Rann.
Der Gerichtsbezirk wies 1910 eine Bevölkerung von 18.300 Personen auf, von denen 17.931 Slowenisch (98,0 %) und 79 Deutsch (0,4 %) als Umgangssprache angaben. Durch die Grenzbestimmungen des am 10. September 1919 abgeschlossenen Vertrages von Saint-Germain wurde der Gerichtsbezirk Drachenburg gänzlich dem Königreich Jugoslawien zugewiesen.

## Gerichtssprengel
Der Gerichtssprengel Drachenburg umfasste vor seiner Auflösung die 27 Gemeinden Buče (Fautsch), Dobje, Drensko Rebro (Drenskoreber), Gorjane, Imeno (Stadeldorf), Koprivnica (Kopreinitz), Kozje (Drachenburg), Križe (Kreuzen), Loke (Laakdorf), Lastnič (Lastnitsch), Mrčna sela (Mertschnasela), Piljštajn (Peilstein), Planinska vas (Planininsdorf), Podsreda (Hörberg),  Podčrtrtek (Windisch Landsberg), Preborje, Presečno (Presetschno), Sveti Peter pod Svetimi Gorami (Sankt Peter bei Königsberg), Sveti Vid pri Planini (Sankt Veit bei Montpreis), Sedlarjevo (Satteldorf), Zdole (Sdole), Sopote, Velki Kamen (Großsteinbach), Vetrnik (Veternik), Verače (Weratsche), Virštanj (Wierstein) und Zagorje (Sagorje).